# آرش رضاوند
آرش رضاوند (5 أكتوبر 1993 بطهران في إيران - ) هو لاعب كرة قدم إيراني في مركز الوسط. لعب مع نادي استقلال طهران ونادي نفط طهران.